# The Talented Mr. Ripley
The Talented Mr. Ripley är en amerikansk psykologisk thrillerfilm från 1999 i regi av Anthony Minghella. Den är baserad på Patricia Highsmiths roman En man med många talanger från 1955. Boken har tidigare filmatiserats 1960 och fick då titeln Het sol på svenska.

## Handling
Filmen utspelar sig under 1950-talet. Thomas "Tom" Ripley (spelad av Matt Damon) är en amerikansk, missanpassad ung man som gillar opera och har många talanger. Förutom att spela piano, är han mycket duktig på att härma hur folk talar och beter sig, och han kan enkelt förfalska namnteckningar.
Han lånar en Princeton-jacka när han skall spela piano på en fest. Fadern till en tidigare Princeton-elev, den förmögne industrialisten Herbert Greenleaf (James Rebhorn), känner igen jackan. Ripley låtsas att han känner hans son, den kringströvande Richard "Dickie" Greenleaf (Jude Law). Dickie har åkt till Italien och fadern vill att han skall åka hem till New York, därför erbjuder han Tom 1 000 dollar för att hämta hem sonen.
Tom antar erbjudantet och åker till Mongibello på Amalfikusten för att försöka övertala Dickie att komma hem. För att kunna posera som någon Dickie skulle kunna känna eller åtminstone finna intressant, tränar han in jazzmusik och låtsas uppskatta jazz och andra saker som han vet att Dickie är intresserad av. Dickie uppskattar Tom till en början och låter honom bo hos honom och hans fästmö Marge (Gwyneth Paltrow). Tom blir besatt av Dickies glamourösa playboy-livsstil med flera kvinnor. Men efter en period tillsammans tröttnar Dickie på Tom och uppfattar honom som ett tråkigt häftplåster. De båda börjar slåss och Tom dödar Dickie.
Efter att ha gjort sig av med kroppen och hittat på en ursäkt om Dickies försvinnande, reser Tom till Rom och Venedig, där han börjar leva ett dubbelliv som både Dickie Greenleaf och Tom Ripley. Ett lyxliv som han alltid har drömt om. Men det dröjer inte länge innan någon inser att allt inte stämmer.

## Rollista
| Matt Damon             | – Tom Ripley           |
| Gwyneth Paltrow        | – Marge Sherwood       |
| Jude Law               | – Dickie Greenleaf     |
| Cate Blanchett         | – Meredith Logue       |
| Philip Seymour Hoffman | – Freddie Miles        |
| Jack Davenport         | – Peter Smith-Kingsley |
| James Rebhorn          | – Herbert Greenleaf    |
| Sergio Rubini          | – kommissarie Roverini |
| Philip Baker Hall      | – Alvin MacCarron      |
| Celia Weston           | – faster Joan          |
| Rosario Fiorello       | – Fausto               |
| Stefania Rocca         | – Silvana              |
| Ivano Marescotti       | – colonello Verrecchia |
| Anna Longhi            | – Signora Buffi        |
| Alessandro Fabrizi     | – sergeant Baggio      |
| Lisa Eichhorn          | – Emily Greenleaf      |